# Баранівський (хутір)
Баранівський — колишній хутір у Великонизгорецькій сільській раді Бердичівського району Бердичівської округи.

## Населення
Відповідно до перепису населення СРСР 17 грудня 1926 року, чисельність населення становила 6 осіб, з них 2 чоловіків та 4 жінки; національність — поляки. Кількість господарств — 1.

## Історія
Заснований у 1920 році. Станом на 17 грудня 1926 року — хутір Великонизгурецької сільської ради Бердичівського району Бердичівської округи. Відстань до центру сільської ради, с. Великі Низгурці — 2 версти, до районного центру, м. Бердичів — 8 верст, до найближчої залізничної станції, Бердичів — 6 верст.
Знятий з обліку населених пунктів до 1 жовтня 1941 року.